# William Sterndale Bennett

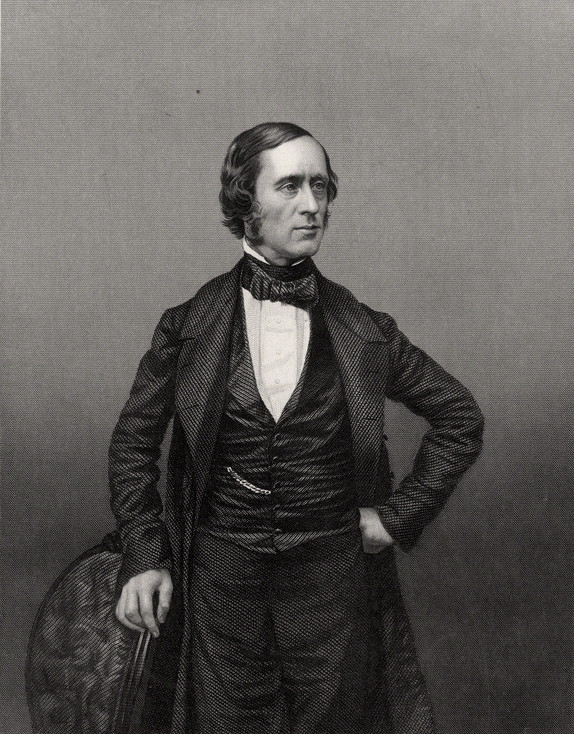
Sir William Sterndale Bennett

Sir William Sterndale Bennett (* 13. April 1816 in Sheffield; † 1. Februar 1875 in St. John’s Wood, London) war ein englischer Komponist, Dirigent und Pianist.

## Leben
Bennett wurde in Sheffield als Sohn von Robert Bennett geboren, der Organist war. Nach dem frühen Tod des Vaters wuchs er in Cambridge bei seinem Großvater auf, von dem er seine erste musikalische Ausbildung erhielt. 1824 wurde er Mitglied des King’s College Chapel Choire und 1826 Mitglied der Royal Academy of Music, wo er während der folgenden zehn Jahre Klavierunterricht bei den Lehrern W. H. Holmes und Cipriani Potter hatte und Kompositionsunterricht von Charles Lucas und William Crotch erhielt.
Während seiner Studienzeit komponierte er mehrere seiner bekanntesten Werke, die besonders durch die damalige zeitgenössische Musik in Deutschland beeinflusst wurden, einem Land, das er wiederholt zwischen 1836 und 1842 besuchte.
Beim Niederrheinischen Musikfest in Düsseldorf machte er die Bekanntschaft von Felix Mendelssohn Bartholdy, dem er in Leipzig kurze Zeit später wieder begegnete, wo Bennett als hoffnungsvoller Nachwuchskünstler von den führenden Musikern der Romantik begrüßt wurde. Bennett hatte einen begeistert aufgenommenen Auftritt bei einem Gewandhaus-Konzert mit seinem dritten Klavierkonzert. Robert Schumann lobte ihn überschwänglich.
Den größten Einfluss auf Bennetts musikalische Sprache hatte Mendelssohn. Nach dem großen Erfolg in Deutschland wurde er nach seiner Rückkehr 1834 Organist der St. Anne’s Chapel in Wandsworth. Im gleichen Jahr komponierte er die Ouvertüre zu Parisina und das Konzert c-moll. Aufgrund eines nicht veröffentlichten Klavierkonzertes in f-moll und der Ouvertüre Die Najaden stiftete die Firma Broadwood and Sons dem Komponisten 1836 einen Aufenthalt in Leipzig, wo die Ouvertüre in einem Konzert am 13. Februar 1837 im Gewandhaus zur Aufführung kam. Zu einem weiteren Besuch in Leipzig kam es in den Jahren 1840 und 1841. Es entstanden sein Capriccio in E-Dur für Klavier und Orchester, die er der Pianistin Louise Dulcken, der Schwester des Leipziger Konzertmeisters Ferdinand David, widmete, sowie die Ouvertüre Die Waldnymphe.
Zurück in London widmete er sich verstärkt dem Unterrichten. 1844 heiratete er Mary Anne, Tochter von Captain James Wood, R.N. 1856 wurde er Professor für Musik an der Universität Cambridge. Im gleichen Jahr wurde er zum Chefdirigenten der Philharmonic Society of London ernannt. Er behielt diese Stellung bis 1866, als er Leiter der Royal Academy of Music wurde.
Mit Ausnahme der Oper wandte sich Bennett allen musikalischen Formen zu. Zu seinen herausragenden Kompositionen zählen Klaviermusik (Solowerke, The Lake, The Millstream und The Fountain und sein drittes Klavierkonzert); Orchesterwerke (Sinfonie in g-moll und die Ouvertüre Die Najaden); und Vokalmusik (Kantate The May Queen). Zum fünfzigjährigen Bestehen der Philharmonic Society komponierte er 1862 die Ouvertüre Paradise and the Peri. Für das Birmingham Triennial Music Festival im Jahr 1867 schuf er die geistliche Kantate The Woman of Samaria.
1870 erhielt Bennett die Ehrendoktorwürde der Universität Oxford, 1871 wurde er in den Adelsstand erhoben. Er starb 1875 in St John’s Wood, London.

## Werke

### Orchestermusik
- Klavierkonzert Nr. 1, d-Moll, Op. 1 (1832)
- Klavierkonzert Nr. 2, Es-Dur, Op. 4 (1833)
- Klavierkonzert Nr. 3, c-Moll, Op. 9 (1834)
- Klavierkonzert, f-Moll (1836)
- Klavierkonzert Nr. 4, f-Moll, Op. 19 (1838)
- Konzertstück a-Moll (1841-3)
- Parisina (Ouvertüre), Op. 3 (1835)
- Die Najaden (Ouvertüre), Op. 15 (1836)
- Die Waldnymphe (Ouvertüre), Op. 20 (1838)
- Paradise and the Peri (Fantasy Overture), Op. 42 (1862)
- Sinfonie, g-Moll, Op. 43 (1864, überarbeitet 1867) (Auftragskomposition für die Royal Philharmonic Society)

### Klavier
- Three Musical Sketches op. 10 (1836) (Digitalisat)
  - The Lake
  - The Mill-Stream
  - The Fountain
- Drei Impromptus op. 12 (1836)
- Sonate Nr. 1 f-Moll op. 13 (1837)
- Drei Romances op. 14 (1836–37)
- Fantasie A-Dur op. 16 (1837)
- Suite de Pieces op. 24 (1841)
- Sonate „The Maid of Orleans“ op. 46 (1869–73)

### Kammermusik
- Streichquartett G-Dur, WoO 17 (1831)
- Sextett für Klavier und Streicher fis-Moll, Op. 8 (1835)
- Klaviertrio, Op. 26 (1839)
- Sonate für Violoncello & Klavier, Op. 31 (1852)

### Chorwerke
- The May Queen (A Pastoral), Op. 39 (1858)
- The Woman of Samaria (Geistliche Kantate), Op. 44 (1867-8)

### Lieder
- Six Songs: First Set, Op. 23 (1834–42)
- Six Songs: Second Set, Op. 35 (1837–44)